# 吉開清人
吉開 清人（よしかい きよひと、1978年9月10日 - ）は、日本の男性声優。賢プロダクション所属。福岡県出身。

## 略歴
スクールデュオ7期生。

## 人物
資格は英検二級、仏検三級、独検三級、伊検三級。趣味は模型製作、語学。趣味は共に学生時代に始めたもの。模型製作は資料収集のために海外の博物館に展示されている実物を調べに行くこともある。語学資格を有するもの以外にも、複数ヶ国語を現在も勉強中。
「吉」の正確な表記は「」（「土」の下に「口」、つちよし）である。
声色が塩沢兼人に似ていると評されることがある。

## 出演
太字はメインキャラクター。

### テレビアニメ
2007年
- しゅごキャラ!（シェフ和）

2008年
- 喰霊-零-（先生、教師）
- かんなぎ（男子生徒、男性客）
- シゴフミ（男）
- TYTANIA -タイタニア-（執事）
- ドルアーガの塔 〜the Aegis of URUK〜（登頂者）
- 隠の王（造反者）
- ネオ アンジェリーク Abyss（財団員、村人、銀樹騎士、作業員） - 2シリーズ
- まかでみ・WAっしょい!（生徒）

2009年
- アラド戦記〜スラップアップパーティー〜（メカイス）
- かなめも（宇宙人）
- 黒神 The Animation（トライバルエンド）
- けいおん!（客）
- 真マジンガー 衝撃!Z編 on television（ヌケ、せわし博士、ガラダブラ）
- 聖剣の刀鍛冶（商人）
- 宙のまにまに（明野一臣、不良、ロンゲくん、志村、京）
- とある科学の超電磁砲（2009年 - 2010年、不良、通信）
- 東京マグニチュード8.0
- 夏のあらし!（木村）
- ひだまりスケッチ×365 特別編（男子B）

2010年
- いちばんうしろの大魔王（忍者）
- SDガンダム三国伝 Brave Battle Warriors（賈詡アシュタロン、村人、袁術軍隊長）
- おおかみかくし（老人、穏健派、強硬派）
- ストライクウィッチーズ シリーズ（2010年 - 2020年、整備兵B、男B、技師、庭師） - 2シリーズ
- 世紀末オカルト学院（教師A）
- それでも町は廻っている（鹿居）
- ひめチェン!おとぎちっくアイドル リルぷりっ（名月祖父）
- もっとTo LOVEる -とらぶる-（的目あげる）

2011年
- UN-GO（パーティー客、マニアの若者、動画撮影者、男、議員）
- 機動戦士ガンダムAGE（イーノ・レジン、兵士、ザラム子分、連邦軍兵士）
- ギルティクラウン（2011年 - 2012年、看守、暴従）
- 銀魂'（2011年 - 2012年、依頼人、男A、囚人A、参列者A、隊士B）
- 灼眼のシャナIII-FINAL-（2011年 - 2012年、“淼渺吏”デカラビア、“絢の羂挂”ギゾー）
- トリコ（2011年 - 2013年、ワイン、料理人、監視員）
- BLEACH（村人A）
- 魔乳秘剣帖（八兵衛、店主）
- 未来日記（大島）

2012年
- クイーンズブレイド リベリオン（骸骨船員B）
- 黒子のバスケ（学生、岩村努、村越、中谷仁亮）
- スマイルプリキュア!（北原ともふみ、青木淳之介、アラジン妖精、射的屋、カラス天狗、男、生徒）
- ZETMAN（男）
- ダンボール戦機W（パイロット、オメガタイン研究員、エジプト大統領補佐官、車掌、チャールズ）
- ちはやふる（選手）
- とっとこハム太郎（アルパカ）
- NARUTO -ナルト- SD ロック・リーの青春フルパワー忍伝（2012年 - 2013年、手下、抜忍〈抜け忍〉、草隠れの忍B、草忍、忍 他）
- メタルファイト ベイブレード ZEROG（ギャラリーB）
- モーレツ宇宙海賊（シルバーフォックス船長）

2013年
- 宇宙戦艦ヤマト2199（ライル・ゲットー、小橋拓哉、西川淳、佐野史彦、徳川彦七、ドラム・ボシュレム 他） - 2012年と2013年に劇場先行公開
- ガンダムビルドファイターズ（父親、白衣の男〈メガネ〉）
- キルラキル（轟輌輔）
- 進撃の巨人（兵士、調査兵〈アーベル〉）
- 僕は友達が少ないNEXT（教師）

2014年
- ハイキュー!!（茶屋）
- 団地ともお（パンタクラフ）

2016年
- ブレイブウィッチーズ（水沼中尉）

2017年
- 銀の墓守り（シリコン）
- ドラえもん（テレビ朝日版第2期）（配達人ロボット）

2018年
- 新幹線変形ロボ シンカリオン（幹部）
- 若おかみは小学生!（猪俣公一）
- からくりサーカス（スティルツ＝ハーヴェイ）

2021年
- Fairy蘭丸〜あなたの心お助けします〜（弓彦）
- ふしぎ駄菓子屋 銭天堂（タクシー会社社長）

2024年
- 愚かな天使は悪魔と踊る（男性）
- SHAMAN KING FLOWERS（兵士A）

2025年
- 青の祓魔師 終夜篇（祓魔師）
- 地獄先生ぬ〜べ〜 (2025)（集合魂〈ドイツ語〉）

### 劇場アニメ
- 宇宙ショーへようこそ（2010年）
- 手塚治虫のブッダ -赤い砂漠よ!美しく-（2011年）
- ストライクウィッチーズ 劇場版（2012年）
- サカサマのパテマ（2013年、研究員B）
- 宇宙戦艦ヤマト2199 星巡る方舟（2014年、倉田勝[9]）
- 宇宙戦艦ヤマト2205 新たなる旅立ち(2021年、佐野忠彦[10])

### OVA
- 魔法先生ネギま! 〜白き翼 ALA ALBA〜（2008年、カメラ小僧C、妖怪C）
- 灼眼のシャナS（2009年、男性C）
- クイーンズブレイド 美しき闘士たち（2010年、大臣A）
- クイーンズブレイド 新たなる師弟、新たなる闘い（2011年、クロイツ兵B） - 『クイーンズブレイド プレミアムビジュアルブック』同梱のOVA
- .hack//Quantum（2011年）
- HELLSING IX（2012年、神父[11]）
- 進撃の巨人 悔いなき選択（2014年、ゴロツキ） - 単行本第15巻DVD付き限定版
- 宇宙戦艦ヤマト2202 愛の戦士たち（2017年、倉田勝[12]） - ODS作品

### ゲーム
2008年
- ルミナスアーク2 ウィル（財務長官ブルーナ）

2009年
- アークライズファンタジア
- 大正野球娘。 〜乙女達乃青春日記〜
- ひらめきカードバトル メクルカ（モネスタ＝キヨス、ドクマム＝シスリーダ）

2010年
- SDガンダム三国伝 BraveBattleWarriors 真三璃紗大戦（甘寧ケンプファー、夏侯淵ダラス、文醜ガズエル、高順ヴァイエイト、黄巾賊、劉備軍部隊兵 他）
- SOCOM: U.S. Navy SEALs Portable（レイブン）

2011年
- SDガンダム GGENERATION WORLD（マイキャラクターボイス男性C）

2012年
- 青の祓魔師 幻刻の迷宮（生徒）
- 機動戦士ガンダム 木馬の軌跡（ジオン兵C）
- 第2次スーパーロボット大戦Z 再世篇（ヌケ）
- 時と永遠 〜トキトワ〜
- ほのぼのモグウ日記（カク）

2013年
- あさき、ゆめみし 〜ひととせ〜（風鬼）

2014年
- 第3次スーパーロボット大戦Z 時獄篇 / 天獄篇（2014年 - 2015年、ヌケ、勇者ガラダブラ） - 2作品

2015年
- スーパーロボット大戦BX（ヌケ）

2017年
- スーパーロボット大戦V（ヌケ、勇者ガラダブラ、ライル・ゲットー）

2018年
- スーパーロボット大戦X（ヌケ、勇者ガラダブラ）

2020年
- ファイナルファンタジーVII リメイク

### ドラマCD
- EREMENTAR GERAD -蒼空の戦旗-（兵士）
- ベルサイユのばら FIN サウンドシアター ドラマCD（ルイ16世）

### BLCD
- 英国紳士（店主）
- オレンジのココロ－トマレ－（鈴木、チューター）
- 散る散る、満ちる（新入社員A）
- 三千世界の鴉を殺し（憲兵）
- はーとふる彼氏（男子学生A）
- ひとり占めセオリー（講師）
- 不機嫌で甘い爪痕（ジャン＝クリストフ、部長）
- 僕の先輩（リベ山、シゲ）
- フィフカン（友達）
- 由利先生は今日も上機嫌（編集者）

### ラジオドラマ
- VOMIC
  - 悪魔で候（教師[14]）
  - CRASH！
  - 現代都市妖鬼考 霊媒師いずな 〜the spiritual medium〜（秋津部長）
  - 帝一の國（東郷菊馬[14]）

### 吹き替え

#### 映画
2006年
- 恐怖の岬（カーセク） ※DVD版

2009年
- アドレナリン2 ハイ・ボルテージ（アフロ悪党）
- アルティメット2 マッスル・ネバー・ダイ（ラスタ1）
- 終着駅 トルストイ最後の旅（記者1）

2010年
- アーマード武装地帯（銀行警備2）
- アルティメット2 マッスル・ネバー・ダイ
- ザ・ロード（リーダー）
- レギオン（エスエベス）

2011年
- エンジェル ウォーズ（医師）
- 幸せがおカネで買えるワケ
- 復讐捜査線（サンダーマン）
- メガ・パイソンVSギガント・ゲイター
- レッド・バロン

#### テレビドラマ
- iCarly
- ATHENA -アテナ-（ソッコ[14]）
- アルフ ファイナル・スペシャル
- ALPHAS/アルファズ
- ヴェロニカ・マーズ シーズン3（ティム・フォイル[14]）
- キャッスル 〜ミステリー作家は事件がお好き（ルーサー・ホワイトヘッド[14]）
- ゴシップガール（イシャーウッド[14]）
- コバート・アフェア シーズン2
- CSI:ニューヨーク7
- 孫子兵法
- チング 〜愛と友情の絆〜（ジンスクの父／ト・シニョン検事[14]）
- Dr.HOUSE（ショーン[14]）
- NIKITA / ニキータ
- 根の深い木 〜世宗大王の誓い〜
- V（ロイ[14]）
- MAD MEN

#### アニメ
2009年
- アイアンマン ザ・アドベンチャーズ（ジーン/マンダリン）
- スター・ウォーズ/クローン・ウォーズ（タヴ・ゴレク、セリパス、ヘリオス3E）

2011年
- ジェネレーター・レックス
- ランゴ（クレヴィス）

### 特撮
- 仮面ライダーシリーズ
  - 仮面ライダードライブ（2015年、ロイミュード050の声[15]）
  - 仮面ライダーゴースト（2015年、ブック眼魔の声）
  - 仮面ライダーブレイブ〜Surviveせよ!復活のビーストライダー・スクワッド!〜（2017年[16]）
- 快盗戦隊ルパンレンジャーVS警察戦隊パトレンジャー（2018年、ラブルム・ジョウズの声）

### ナレーション・ボイスオーバー
- プロジェクト・ランウェイ5（ジェレル・スコット[14]）
- 地球ドラマチック「クレオパトラの墓を見つけ出せ！」
- オーバーロード シリーズ オーディオブック

### その他コンテンツ
- ノベルアプリ『RENT HEAD』（福富一貫[17]）
- 宇宙戦艦ヤマト2205 新たなる旅立ち 後章-STASHA-（2022年、ガミラス語監修）